# Srbski film
Srbski film (izviren srbski naslov: Srpski film; v cirilici: Српски филм) je srbska grozljivka iz leta 2010. Gre za prvi film režiserja in scenarista Srđana Spasojevića.